# Live in Sevilla 2000
Live in Sevilla 2000 est un album de Masada enregistré en public à Seville, en Espagne, sorti en 2000 sur le label Tzadik. Les compositions sont de John Zorn.

## Titres
| 1.    | Ne'eman    | 12:36 |
| 2.    | Katzatz    | 4:56  |
| 3.    | Hadasha    | 10:53 |
| 4.    | Beeroth    | 7:06  |
| 5.    | Yoreh      | 9:49  |
| 6.    | Hazor      | 6:27  |
| 7.    | Nashon     | 10:08 |
|       | Encores:   |       |
| 8.    | Lakom      | 5:06  |
| 9.    | Bith Aneth | 9:33  |
| 76:34 |            |       |

## Personnel
- John Zorn - saxophone
- Dave Douglas - trompette
- Greg Cohen - basse
- Joey Baron - batterie